# Space Night
Space Night (Vollständiger Titel: space night – All-tag nachts) ist ein in ARD alpha und dem BR Fernsehen in den frühen Morgenstunden ausgestrahltes Programmformat.

## Entwicklung

### Ersatz für Testbild
Die Idee, das monotone Testbild des Bayerischen Fernsehens mit Bildern aus dem Weltraum zu ersetzen, hatten 1993 die BR-Redakteure und Science-Fiction-Fans Georg Scheller und Andreas Bönte. Zunächst nutzten sie hierfür Bilder und Filmszenen, aufgenommen vom deutschen wiederverwendbaren Wissenschaftssatelliten ASTRO-SPAS, der viermal mit dem NASA Space Shuttle in den Weltraum transportiert worden war, und der 1997 seine letzten Filmsequenzen lieferte.

### Start im Juni 1994
Space Night startete im Bayerischen Fernsehen am 1. Juni 1994. Georg Scheller und sein Team schnitten die vom NASA Space Shuttle aus aufgenommenen Sequenzen zusammen und unterlegten sie mit sphärischer Musik.
Da man nicht sieben Tage in der Woche dieselben Bilder senden wollte, wandten sich Bönte und Scheller an die NASA, die ESA und das Deutsche Zentrum für Luft- und Raumfahrt, DLR. Diese hatten stundenlange Aufnahmen von Sequenzen im und um den Weltraum, die dem Bayerischen Rundfunk kostenfrei zur Verfügung gestellt wurden.

### Kultstatus und Musik
Space Night wurde schnell zum „Kult“: Auf Raves Mitte der 1990er-Jahre war es nicht unüblich, dass auf TV-Schirmen die Bilder von Space Night gezeigt wurden. Nach den Raves am frühen Morgen wurde und wird Space Night oftmals zum Chill-Out verwendet, zumal ab 1996 der Sound von Space Night durch die musikalische Beratung von Alex Azary, einem europäischen Chill-Out-DJ, sehr elektronisch wurde. Die Einbeziehung von Alex Azary ging von Georg Scheller aus. Azary führte den Club XS in Frankfurt, wo ab 1990 Chill-Out-Nächte starteten, welche mit sphärischer Musik unterlegt waren. Dazu liefen die Bilder von Space Night, allerdings etwas verlangsamt abgespielt. Diese Bilder passten gut zu dem damals neuen Musikstil und Alex Azary war der Meinung, er müsse dies den Leuten beim BR zeigen. Es kam zu einem Treffen in München, wo Azary die Initiatoren der Sendung Georg Scheller und Andreas Bönte sowie das Space-Night-Team überzeugen konnte, etwas Neues zu wagen. Danach folgten noch einzelne Stücke. Sie wurden von Musiker Marc Engelhard kreiert.
Viele Stücke davon sind auch als separate CDs erhältlich, die Abmischung ab dem Album Space Night II erfolgt durch Elektrolux. Mittlerweile wurden zwölf CD-Alben mit Musik zur Sendereihe veröffentlicht, wobei drei Alben vom sonstigen Musikstil deutlich abweichen. Bei Space Night Vol. 1 handelt es sich um ein Album mit Popmusik, bei Space Night Vol. 10 um ein Album mit Jazzmusik und Space Night Vol. 12 ist eine Doppel-CD mit klassischer Musik. Es ist auch eine DVD unter der Bezeichnung Best of Earth-Views verfügbar.

### Hindernisse und Neuanfang
Nach einer Tarifreform der GEMA gab der Bayerische Rundfunk an, das Programm aufgrund der zum Jahreswechsel 2012/2013 deutlich angestiegenen Lizenzvergütungen nicht mehr fortführen zu wollen. Aufgrund dessen wurde die Ausstrahlung zunächst ab 8. Januar 2013 eingestellt. Gegen die Entscheidung, die Sendung nach 20 Jahren aus dem Programm zu nehmen, gab es heftige Zuschauerproteste. Der Erfinder der Sendung Georg Scheller bezeichnete die alte „Space Night“ als dringend reformbedürftig. Er verwies darauf, dass die Bilder und Filmszenen zum Teil noch aus den Anfängen der Raumfahrt stammten, teilweise waren sie noch auf 16-mm-Film gedreht. Wegen des Engagements der Zuschauer revidierte der BR seine Entscheidung, die Sendung einzustellen, und strahlt die Sendung seither unter Verwendung GEMA-freier Musik, wieder aus, zunächst mit Wiederholungen älterer Sendungen und seit Herbst 2013 mit neuen Folgen. Der Sender greift dabei auf Musik mit Creative-Commons-Lizenzen zurück. Der Neustart war für den 1. November 2013 geplant, wurde dann vorläufig auf den 15. November 2013 verschoben, weil die NASA wegen des Government Shutdown in den Vereinigten Staaten das benötigte Bildmaterial nicht rechtzeitig zur Verfügung stellen konnte. Schließlich startete am 16. November 2013 die neue Space Night, gleich zum Auftakt mit spektakulären Bildern aus der Erdumlaufbahn in HD-Qualität und rhythmischen Sounds aus dem CC-Bereich. Ein Teil der Bilder wird nun in HD-Qualität ausgestrahlt. Sie stammen nach wie vor von Raumfahrtbehörden wie der Europäischen Weltraumorganisation (Esa) oder der US-amerikanischen NASA. Auch das Deutsche Zentrum für Luft- und Raumfahrt (DLR), die Europäische Südsternwarte Eso, Universitäten und Institute steuern ihre Ansichten aus dem Weltraum bei.

## Sendungsstruktur
Space Night wird sowohl im BR Fernsehen, als auch in ARD alpha ausgestrahlt. Im BR-Fernsehen wechseln sich wöchentlich die Folgen "Flight through the Skies", "How to become an Astronaut" und "The Blue Planet" ab, die Umstellung hierbei erfolgt immer in der Nacht von Samstag auf Sonntag einer jeden Woche. Dabei wird das Programm immer so ausgestrahlt, dass es genau um 06:00 Uhr endet. Bevor die Space Night beginnt, werden im BR Fernsehen die Bayern-, Deutschland- und Europahymne zusammen mit Bildern aus den entsprechenden Regionen gespielt. Nach der Space Night wird das Impressum ausgestrahlt.
In ARD alpha wird die Space Night zwischen ca. 01:00 Uhr und 05:00 Uhr ausgestrahlt. Anders als im BR Fernsehen, wo die Space Night eine eigene Sendung ist, bildet sie auf ARD alpha eine nächtliche Programmschiene. Dabei werden mehrere Sendungen nacheinander gesendet, jeweils nur unterbrochen durch eine Ausgabe von Alpha-Centauri. In der Nacht von Samstag auf Sonntag ist die Space Night kürzer als sonst, da meist vorher Sendungen im Rahmen von "Alpha Retro" gesendet werden. Vor der Space Night ist außerdem immer Bob Ross mit The Joy of Painting zu sehen. Nach der Space Night folgt meistens das Magazin nano.
Folgende Sendungen werden derzeit (Stand: Juli 2025) im Rahmen der Space Night auf ARD alpha übertragen:
- Alpha-Centauri (Wissenschaftssendung von ARD alpha, moderiert vom Physiker Harald Lesch)
- Earth from space (im Jahr 2023 produzierte Folge mit Aufnahmen der Erde aus dem All und Darstellung der Veränderung geographischer Strukturen anhand von Satellitenbildern; Persönliche Grüße von Alexander Gerst)
- Earth-Views (Satellitenbilder diverser Regionen der Erde mit Beschriftungen, Computeranimationen und Aufnahmen von Spaceshuttles; kommentarlos und mit Musik unterlegt; derzeit sechs Folgen, bis 2013: 10 Folgen; Folge 1 und 2 jeweils mit klassischer Musik des BR-Rundfunkorchesters, 3 bis 6 mit elektronischer Musik)
- Flight through the Skies (im Jahr 2013 produzierte Folge mit CC-lizenzierter Musik; Aufnahmen aus dem Sonnensystem und entfernten Galaxien, Aufnahmen von Weltraumteleskopen im Zeitraffer)
- Fly me to the moon (im Jahr 2023 produzierte Folge mit historischen Fernsehdokumenten zum Apollo-Mondprogramm der NASA; Einblendungen mit historischen Fakten)
- How to become an Astronaut (im Jahr 2013 produzierte Folge mit CC-lizenzierter Musik; Darstellung der Astronautenausbildung am Beispiel von Luca Parmitano, Aufnahmen aus der ISS; Einblendungen mit Fakten rund um die Ausbildung eines Astronauten)
- moon-walks (Bilder von Mondspaziergängen)
- Space Cowboys (Bilder zu Missionen der NASA-Programme Mercury, Gemini und Apollo; kommentarlos und mit Musik unterlegt; zusätzlich wird Text mit Informationen (z. B. Startdatum, Crew, Namen der Module, Dauer, Besonderheiten) über die Missionen eingeblendet)
- New Frontiers (Stationen auf dem Weg zur Internationalen Raumstation (Mercury, Gemini, Apollo, Space Shuttle, Mir); mit Musik aus dem Elektro-Bereich unterlegt.)
- Space Ambient (im Jahr 2023 produzierte Folge mit Aufnahmen aus dem All und Computeranimationen, unterlegt mit elektronischer Musik; unter anderem Aufnahmen von Satelliten und Teleskopen, ähnlich "Flight through the Skies")
- The Blue Planet (im Jahr 2013 produzierte Folge mit CC-lizenzierter Musik; Aufnahmen der Erde, ähnlich Earth-Views, mit Einblendungen geographischer Angaben)

Alle Ausgaben, außer jene der Reihen "Space Cowboys", "New Frontiers" und "moon-walks" sind auch in der ARD-Mediathek abrufbar.

### Frühere Bestandteile der Spacenight
Folgende Bestandteile wurden in früheren Ausgaben der Space Night gezeigt und werden derzeit (Stand: Juli 2025) nicht gesendet:
- Alpha bis Omega (Gespräch über Theologie zwischen dem Physiker Harald Lesch und dem Theologen Thomas Schwartz, meistens nur innerhalb der Space Night zu sehen)
- Die Erde erwacht (Bilder von Städten und deren Menschen sowie ihrem Tun am Morgen, kommentarlos)
- Jazz in Space (Bilder aus dem Weltraum; kommentarlos und mit Jazz unterlegt)
- Lesch & Co. (Gespräch zwischen dem Physiker Prof. Harald Lesch und seinem Kollegen Wilhelm Vossenkuhl über Philosophie)
- Space Art (Gemälde aus dem Bereich der Space Art; kommentarlos und mit Musik unterlegt; statt „space night“ steht bei einigen Folgen rechts unten der Schriftzug „SPACE ART“)
- Space Watch (Animierte Grafiken des Sternenhimmels mit Bildern von Galaxien, Nebeln und Sternhaufen; kommentarlos und mit Musik unterlegt; zusätzlich wird Text mit Informationen (Name des Objektes, Typ, Entfernung usw.) eingeblendet.)
- Was sucht der Mensch im Weltraum? (Wiederholung der Sendereihe von 1968 mit Heinz Haber)
- Waternight (Bilder von Korallenriffen; mit Musik unterlegt)

## Sondersendungen

### Mondlandung
Seit dem 25. Jahrestag der ersten bemannten Mondlandung (1994) wird in der Space Night die Originalfassung der Fernsehübertragung des ersten Programmes zur exakten Uhrzeit des damaligen Geschehens ausgestrahlt. Die Originalfassung ist länger als eine Space Night und wird deshalb nicht komplett gezeigt.

### Perry Rhodan
Zum 40-jährigen Bestehen der Perry-Rhodan-Serie lief 2001 die Perry Rhodan-Space Night. Dabei wurden Bilder des Titelbild-Künstlers Johnny Bruck animiert: Galaxien, Planeten, Raumschiffe, Menschen und Außerirdische bewegen sich durch das ursprünglich statische Bild – eine visuelle Reise durch das Perry-Rhodan-Universum. Das alles ist mit der üblichen atmosphärischen elektronischen Musik untermalt. Im Anschluss an die TV-Ausstrahlung, die mehrere Wochen lang wiederholt wurde, erschien unter dem Titel space night presents: Perry Rhodan 40th Anniversary-Special Sci-Fi Edition eine Video-DVD und eine Musik-Doppel-CD.

### Ariane
Zwischen 1995 und 2003 zeigte die Space Night nahezu alle Starts der europäischen Trägerraketen Ariane 4 und 5. Darunter wurden ca. 25 Starts live übertragen, deren Startfenster in den Sendezeiten der Space Night lagen. Die übrigen Starts wurden entweder zeitversetzt oder aufgezeichnet ausgestrahlt. Überwiegend wurde das von Arianespace produzierte Liveprogramm mit dem englischen Originalkommentar via Satellit übernommen. Bei wenigen Starts haben Georg Scheller und Andreas Bönte eine eigene Direktübertragung aus Kourou organisiert und dabei mit deutschsprachigen Raumfahrtingenieuren, die am Ariane-Programm beteiligt waren, den Countdown sowie die Ereignisse bis zum Aussetzen der Nutzlasten kommentiert. Dies betraf den 100. Ariane-Start (Vol 100), den zweiten Start der Ariane 5 (Vol 101), sowie die Starts Vol 95 und Vol 113 (jeweils Ariane 4).

### ISS und Alexander Gerst
In zahlreichen Specials und Extra-Sendungen im Rahmen von Space Night, aber auch in anderen Sendeformaten des Bayerischen Fernsehens begleitete der Bayerische Rundfunk das „Raumfahrtabenteuer“ von und mit dem ESA-Astronauten Alexander Gerst auf der Internationalen Raumstation ISS. Die Sendefolgen begannen mit dem Start am 26. Mai 2014, dann immer wieder von der 166-tägigen „Blue Dot“ Mission u. a. über spannende Experimente in Physik, Biologie und der menschlichen Physiologie, weiter vom Höhepunkt der Landung am 10. November 2014. Abrufbar ist vieles davon im Internetangebot des Bayerischen Rundfunks.

### Space Night in Concert
2019 gab es als öffentliche Veranstaltung und Fernsehaufzeichnung zwei Mal die Space Night in Concert mit dem Münchner Rundfunkorchester, Weltraumbildern und Astronauten als Interviewpartner.

### Space Night science
Seit 2021 gibt es darüber hinaus ein Wissenschaftsmagazin Space Night science, in welchem aktuelle Themen mit Bezug zur Raumfahrt beleuchtet werden. Die Sendung ist 30 Minuten lang, wird einmal im Monat produziert und wird von Sibylle Anderl moderiert. Space Night science wird jeweils dreimal im Monat vor der Space Night in ARD alpha ausgestrahlt.